# Epitoxasia adebratti
Epitoxasia adebratti är en skalbaggsart som beskrevs av Yves Gomy 2003. Epitoxasia adebratti ingår i släktet Epitoxasia och familjen stumpbaggar. Inga underarter finns listade i Catalogue of Life.